# Perriers-en-Beauficel
Perriers-en-Beauficel – miejscowość i gmina we Francji, w regionie Normandia, w departamencie Manche.
Według danych na rok 1990 gminę zamieszkiwało 216 osób, a gęstość zaludnienia wynosiła 23 osoby/km² (wśród 1815 gmin Dolnej Normandii Perriers-en-Beauficel plasuje się na 672. miejscu pod względem liczby ludności, natomiast pod względem powierzchni na miejscu 550.).